# رون فرازير
رون فرازير (بالإنجليزية: Ron Fraser)‏ هو لاعب كرة قاعدة أمريكي، ولد في 25 يونيو 1933 في نوتلي ‏ في الولايات المتحدة، وتوفي في 20 يناير 2013 بسبب مرض آلزهايمر.